# Küti (Vinni)
Küti – wieś w Estonii, w prowincji Virumaa Zachodnia, w gminie Vinni.